# Le Concert impromptu
Le Concert impromptu est un ensemble de musique de chambre créé à l'initiative d'Yves Charpentier, flûtiste, Christophe Tessier, bassoniste et Hervé Cligniez en 1986 à Lyon. En 1991, il devient un quintette à vent : flûte, hautbois, clarinette, cor et basson. Les musiciens sont permanents depuis 1996. Depuis 2001, l'ensemble est accueilli en résidence par la Ville d'Ivry-sur-Seine.

## Présentation
Le Concert Impromptu est un ensemble créé notamment par le flûtiste Yves Charpentier. 
Le Concert impromptu est un ensemble indépendant. Les musiciens, issus des hautes écoles européennes, se consacrent exclusivement à l'ensemble. Ambassadeur de l'école des vents français, Le Concert impromptu joue dans environ 40 pays : Chine, Brésil, Japon, Etats-Unis, Pakistan, Allemagne, Suisse, Espagne, Indonésie, Norvège, Kosovo, et plus de 20 pays africains. Il est aussi l'invité de festivals internationaux : Musika-Musica de Bilbao, La Chaise-Dieu, Festival Croisements de Chine.  

## Créations

### Créations musicales et compositeurs
Depuis ses débuts, Le Concert impromptu se dédie à la musique de création. Plusieurs œuvres lui sont dédiées et il travaille avec plusieurs compositeurs actuels : Philippe Leroux, Bernard de Vienne, Stéphane Bortoli, Philippe Boivin, Raphaëlle Biston, Jean-Michel Bossini, Sébastien Béranger, Alexandros Markeas, Thierry Blondeau, Manon Lepauvre, Julien Roux, Diana Soh, Bruno Giner, etc.

### Cross-opéras
Le Cross-Opéra est un genre de spectacle musical transdisciplinaire où le musicien devient interprète créatif au même titre que le comédien ou le danseur. Accompagnés de partenaires artistiques variés - poètes, chorégraphes, danseurs, scénographes, plasticiens, les musiciens investissent la scène par cœur, en mouvement, en lumière, en costume et en scénographie. Depuis ses débuts, Le Concert impromptu créé une vingtaine de Cross-Opéras dont les principaux :
- 1991 : Geronimo / création musicale de Jean-Pierre Rivière
- 1996 : Babar et autres histoires / musiques de Poulenc, Berio
- 1998 : Zappa Phrophetic Attitude / musiques de Frank Zappa, version Jean-Michel Bossini
- 2000 : Mikrokosmos / musiques de Béla Bartok
- 2001: Les nouvelles folies d'Espagne / de Marin Marais à Miles Davis
- 2004 : La Nef des fous [6]/ musiques de Jean-Michel Bossini, avec la Compagnie Ana Sokolow (NY)
- 2005 : Bleu d'Outremer / autour de René Char et de Maria-Helena Da Silva
- 2006 : Mozart - de Vienne / Wolfgang Amadeus Mozart rencontre Bernard de Vienne
- 2007 : Le récit du monde / musique de Denis Schuler, poésie de Michel Thion
- 2009 : Woods / musiques de Rochberg, Vivaldi
- 2011 : Allemagne/Brésil / musiques de Bach, Villa-Lobos, Bonfa, Jobim, Pascoal
- 2015 : Musiques de Papier / création musicale de Raphaèle Biston
- 2017 : BAAANG ! / création musicale de Jean-Michel Bossini
- 2018 : Feux follets / de Scarlatti à Cage
- 2020 : Pan Metamorphosis / Création musicale de Bruno Giner
- 2021 : congOcéan / Slam, Stylo'oblique et musique, Julien Roux

### Collaboration artistique
Quelques partenaires et compagnies avec lesquels Le Concert impromptu a collaboré : Compagnie Anna Sokolow Players project (danse), Jean-François Manier (poète et éditeur), Claire Jenny (chorégraphe), Orchestre National de Tunisie (Mohamed Lassoued), Alia Sellami, Dana Ciocarlie (piano), Quatuor Debussy, Bruno Belthoise (piano), le collectif de slam de Pointe-Noire Styl'oblique, Marie-Françoise Garcia (chorégraphe), Monia Boulila (poétesse), Nëggus (slam), Marie-Lise Naud (chorégraphe), Michel Thion (poète), Maud Tizon (chorégraphe), Philippe Andrieux (lumière).

## Discographie
Le Concert impromptu enregistre une vingtaine d'albums dédiés au répertoire classique de la formation, aux transcriptions mais surtout au répertoire d'œuvres contemporaines. Il est artiste du label Coriolan.

### Musique contemporaine
- Musiques françaises contemporaines, 20 ans de créations musicales, Disques Coriolan
- Les Identités remarquables, Bernard de Vienne, Disques Coriolan, COR 330 0901
- Souffles, Philippe Leroux, Disques Condor,  ARN 60439
- Hommage à Fernando Lopes-Graça, RDP-RTP
- Cracks, Sébastien Béranger, Disques Coriolan, COR 330 150
- La Mystique de l'eau et Comme la foudre sur les os, Julien Roux, Disques Coriolan, COR 202001
- La Maison dans l'allée, Jean-Michel Bossini, Aime la belle
- Mikrokosmos, Béla Bartók, Aime la belle

### Répertoire
- Casino Belle époque, maîtres français du XIXe siècle, Pierre Verany, GB2028
- Classique fantastique, Disques Coriolan, COR  330 171
- Musiques françaises, Disques Coriolan
- Quintettes à vent, François-René Gebauer, Pierre Verany, PV793112
- Works for wind instrument opus 1[8], Villa-Lobos, Disques Coriolan, COR 202003
- Les nouvelles folies d'Espagne, Aime la belle

### Pop, rock et variété
- Prophetic attitude, Frank Zappa,  L'Empreinte digitale
- Mutatis Mutandis, Juliette, Polydor, 982 679-3
- Enfin seuls !, Enzo-Enzo & Kent, Barclay/Polygram 547 202-2

## Production et contribution

### Production
Depuis 2016, Le Concert impromptu produit le festival Barbacane Classics, musique classique et contemporaine pour les enfants. Deux éditions sont présentes à Mâcon et à Ivry-sur-Seine.  

### Contribution musicologique
Yves Charpentier écrit un article pour le recueil de Bernard de Vienne : Yves Charpentier, Sur une intimité artistique, Lettre à Bernard de Vienne, L'écriture musicale de Bernard de Vienne, collection Arts 8 UFR ART, Philosophie et esthétique - Université Paris 8, édition L'Harmattan

### Contribution télévisuelle et cinématographique
Le Concert impromptu participe à plusieurs émissions dont : la boîte à musiques avec Jean-François Zygel (France 2), pour Arte ainsi que pour des documentaires, dont le dernier est  Comme la foudre sur les os (réalisation Maud Alessandrini).